# オディ・アボット
オディ・アボット（Ody Cleon Abbott, 1888年9月5日 - 1933年4月13日）は、MLBの外野手。アメリカ合衆国ペンシルベニア州出身。右投右打。

## 経歴
ワシントン・アンド・ジェファーソン大学（Washington & Jefferson College）出身。1907年にマイナーリーグでプロとしてのキャリアを始めたアボットは、プロ4年目の1910年8月8日にセントルイス・カージナルスへと入団する。同年9月10日の試合でMLBデビューを果たし、同日からシーズン終了までの29試合中22試合に出場したが、70打数で20三振を喫し、また打率も.186に終わった。
あまり活躍出来なかったこともあり、翌1911年以降は再びマイナーリーグでプレイすることとなった。1911年には130試合で打率.273、1912年には136試合で打率.269と一定の成績を挙げていたが、MLBに復帰することは叶わず、1914年限りで現役を引退した。
現役引退後の1918年に、陸軍の兵士として第一次世界大戦に従軍している。
1933年にワシントンD.C.で死去。享年44歳。

## 詳細情報

### 年度別打撃成績
| 年 度    | 球 団    | 試 合 | 打 席 | 打 数 | 得 点 | 安 打 | 二 塁 打 | 三 塁 打 | 本 塁 打 | 塁 打 | 打 点 | 盗 塁 | 盗 塁 死 | 犠 打 | 犠 飛 | 四 球 | 敬 遠 | 死 球 | 三 振 | 併 殺 打 | 打 率 | 出 塁 率 | 長 打 率 | O P S |
| -------- | -------- | ----- | ----- | ----- | ----- | ----- | -------- | -------- | -------- | ----- | ----- | ----- | -------- | ----- | ----- | ----- | ----- | ----- | ----- | -------- | ----- | -------- | -------- | ----- |
| 1910     | STL      | 22    | 82    | 70    | 2     | 13    | 2        | 1        | 0        | 17    | 6     | 3     | -        | 6     | -     | 6     | -     | 0     | 20    | -        | .186  | .250     | .243     | .493  |
| MLB：1年 | MLB：1年 | 22    | 82    | 70    | 2     | 13    | 2        | 1        | 0        | 17    | 6     | 3     | -        | 6     | -     | 6     | -     | 0     | 20    | -        | .186  | .250     | .243     | .493  |

- 「-」は公式記録なし